# Bowles Ridge
Bowles Ridge (bulgarisch Хребет Бовлес Chrebet Bowles) ist ein 6,5 km langer und 1,5 km breiter Gebirgskamm auf der Livingston-Insel im Archipel der Südlichen Shetlandinseln. Er wird durch den Kaliakra-Gletscher im Norden, den Perunika-Gletscher im Westen und Südwesten sowie den Huron-Gletscher im Südosten und Osten umschlossen.
Britische Wissenschaftler kartierten ihn 1968. Bulgarische Wissenschaftler leiteten 2002 seinen Namen von demjenigen seines höchsten Gipfels ab. Dieser ist nach dem britischen Admiral William Bowles (1780–1869) benannt, von 1816 bis 1820 Oberkommandierender der Pacific Station.